# Le Sillon

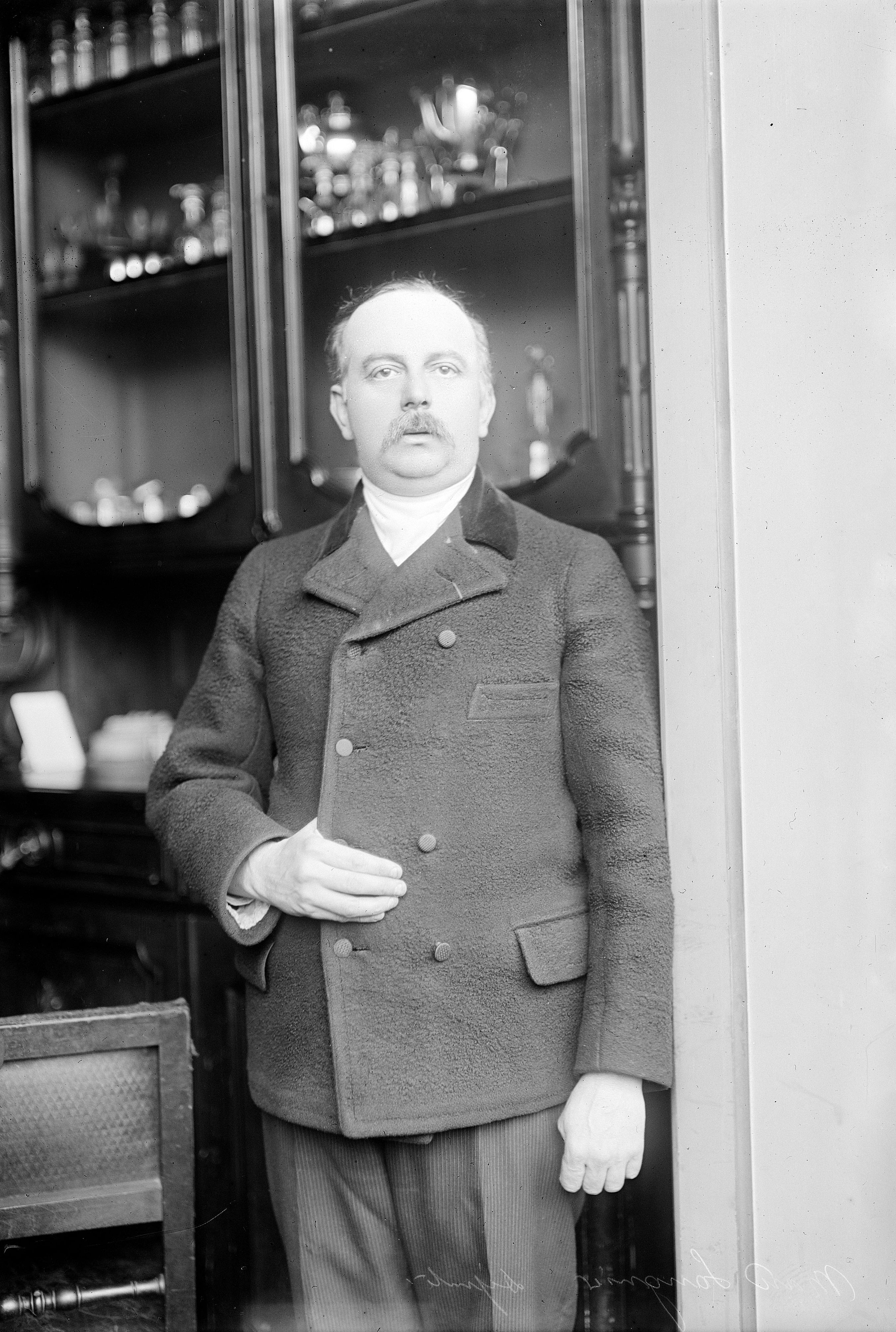
Marc Sangnier (Agence Rol, 1919)

Paul Renaudin

Le Sillon (die Furche, die Spur) war eine politische und ideologische Bewegung in Frankreich, die 1898 von Marc Sangnier gegründet wurde und bis 1910 bestand. Ihr Ziel war die Annäherung des Katholizismus an die Republik, indem sie sich den Arbeitern als Alternative zu den antiklerikalen und materialistischen Bewegungen der Linken anbot.

## Geschichte
1891 plädierte Papst Leo XIII. in seiner Enzyklika Rerum Novarum für eine Öffnung der Kirche gegenüber der Gesellschaft. Mit der Enzyklika Au milieu des sollicitudes schuf Leo die Grundlage für das Ralliement, also die Annäherung der französischen Katholiken an die Republik. In diesem Umfeld entstanden 1898 Le Sillon und 1894 die gleichnamige Zeitschrift, die von Paul Renaudin gegründet und später von Marc Sangnier geleitet wurde.
Nachdem Le Sillon ursprünglich als philosophische Zeitschrift konzipiert war, entwickelte er sich ab 1899 zu einer breiten Bewegung zur Versöhnung der Arbeiter mit dem Christentum. Daneben organisierte er Studienzirkel nach dem Prinzip des gegenseitigen Lernens, die allen sozialen Schichten offen standen und gründete 1901 die Bewegung der Jungen Garde. Le Sillon gab mit L’Éveil démocratique eine Wochenzeitung mit einer Auflage von 50.000 Exemplaren heraus.
Sangnier schuf mit Le Sillon keine Partei, sondern eine durch persönlichen Zusammenhalt geprägte Bewegung. Mitglieder wurden mit rituellen Zeremonien an die Gemeinschaft herangeführt (beispielsweise mit einem ritterschlagähnlichen Zeremoniell in der Krypta von Sacré-Cœur). Er hatte bis zu 25.000 Mitglieder und wurde von Papst Pius X. und dem französischen Episkopat unterstützt.
Im Vergleich zur übrigen Kirche, die 1905 durch das Gesetz zur Trennung von Kirche und Staat traumatisiert wurde, war die Bewegung jedoch zu modernistisch und republikanisch. Sie wurde zunehmend kritisiert, vor allem weil sie die Autorität der Christen über die Kirche und nicht die des Papstes und der Bischöfe betonte. Le Sillon wurde schließlich durch das päpstliche Schreiben Notre charge apostolique vom 25. August 1910 verurteilt und die Bewegung löste sich unter dem Vorwurf des sozialen Modernismus von selbst auf. Genauer gesagt warf Pius X. den Führern des Sillon vor: „Sie legen die Autorität in das Volk oder schaffen sie so gut wie ab und nehmen die Nivellierung der Klassen als zu verwirklichendes Ideal. Sie gehen also der katholischen Lehre entgegen.“
Im Jahre 1912 gründete Marc Sangnier die Ligue de la jeune République als Fortsetzung dieses Sozialkatholizismus.

« Das Ziel von Le Sillon ist es, in Frankreich die demokratische Republik zu verwirklichen. Er ist daher keine katholische Bewegung in dem Sinne, dass er kein Werk ist, dessen besonderer Zweck darin besteht, sich den Bischöfen und Pfarrern zur Verfügung zu stellen, um sie in ihrem eigenen Dienst zu unterstützen. Le Sillon ist daher eine weltliche Bewegung. »